# 21856 Heathermaria
21856 Heathermaria è un asteroide della fascia principale. Scoperto nel 1999, presenta un'orbita caratterizzata da un semiasse maggiore pari a 2,2128407 UA e da un'eccentricità di 0,1590991, inclinata di 5,44694° rispetto all'eclittica.